# Von der bösen Alten und ihrem Enkel
Von der bösen Alten und ihrem Enkel ist ein Märchen der Eskimo.

## Handlung
Einst lebte ein Waisenjunge namens Itak zusammen mit seiner Großmutter in einem Dorf, doch war er noch zu klein, um auf die Jagd zu gehen, und so litten beide Hunger. Die Großmutter mochte ihren Enkel nicht und eines Tages, als Itak es nicht schaffte, einen geangelten Fisch an Land zu ziehen, schimpfte sie ihn einen Taugenichts, den der Kalopalink holen solle. Der Kalopalink, der halb Mann halb Fisch, größer als ein Mensch, sehr stark, aber auch stumm ist, hörte dies und das darauffolgende Weinen des kleinen Itak, erschien und nahm diesen mit sich. Er brachte ihn zu seiner Inselhöhle, freundete sich mit ihm an und erzog ihn zu einem Jäger.
Derweil machte sich die Großmutter Vorwürfe, ihren Enkel so schlecht behandelt zu haben, dachte aber vor allem daran, dass dieser sie hätte ernähren können, wenn er erst einmal groß geworden wäre, also bat sie den tapferen Fischer und Jäger Katelo nach Itak zu suchen. Dieser fand Itak und wollte ihn heimholen, doch geriet der Kalopalink darüber so in Zorn, dass Katelo unverrichteter Dinge die Flucht ergreifen musste. Durch die Begegnung aber wuchs in Itak die Sehnsucht nach dem Heimatdorf, nach den Stimmen und dem Lachen der Menschen und so bat er darum, heimkehren zu dürfen, was ihm letztendlich auch gewährt wurde. In Dorf angekommen vernahm er dann, dass seine böse Großmutter gestorben war, woraufhin er bei Katelo blieb und sich, als er ein Mann wurde, eine seiner Töchter zur Frau nahm.

## Hintergrund
Der tschechische Schriftsteller Jan Suchl, der von 1981 bis 1988 wiederholt Sibirien besuchte, veröffentlichte das Märchen 1984 in seinem Buch Pohádky z iglú (übersetzt: Märchen aus dem Iglu), das im Deutschen unter dem Titel Eskimomärchen erschien und in dessen deutscher Version das Märchen den Titel Von der bösen Alten und ihrem Enkel trägt. Im Englischen erschien die Erzählung bereits 1888 unter dem Titel Kalopaling in einem Bericht des Ethnologen Franz Boas und 1922 in dem in New York City veröffentlichten Buch A Treasury of Eskimo Tales von Clara Kern Bayliss, das Geschichten aus Kanada enthält.

## Versionen
Bei Franz Boas und Clara Kern Bayliss waren es ein Inuit und dessen Frau, die den Jungen heimholen wollten. Aber jedes Mal, wenn sie dies versuchten, sang dieser, woraufhin der Kalopaling, der den Jungen an eine Seetangschnur gebunden hatte, ihn wieder unter Wasser zog. Daraufhin versteckten sie sich hinter einem Stück Eis, lauerten dem Kind auf und als es aus dem Wasser auftauchte, sprangen sie hervor und durchtrennten den Seetang. Laut Boas und Kern Bayliss entsteht keine Freundschaft zwischen dem Kalopaling und dem Jungen, welcher von diesem auch nicht zu einem Jäger erzogen wird oder Sehnsucht nach den Menschen entwickelt. Zudem entfällt die finale Hochzeit. In anderen Versionen wird das Kind freiwillig an den Kalopaling übergeben, damit es nicht verhungern muss.